# Listă de fizicieni originari din Basarabia și Republica Moldova
Listă de fizicieni originari din Basarabia și Republica Moldova
- Eugen Bădărău - fizician român, specialist în domeniul descărcărilor electrice în gaze, membru al Academiei Române, originar din Ismail.
- Elpidifor Chirilov- fizician ucrainean, profesor, director al Institutului de fizică a Universității din Odesa, originar din Șipca
- Alexandru Naum Frumkin - fizico-chimist sovietic și rus, academician
- Serghei A. Gredescul( n.1942)- fizician sovietic,  ucrainean și israelit, specialist în fizica sistemelor neordonate.
- Ion C. Inculeț- fizician român, om politic român,  membru al Academiei Române
- Piotr Kapița- academician rus, Laureat al premiului Nobel
- Serghei Kapița - fizician rus, profesor, popularizator al științei, vice- președinte al Academiei Ruse de științe naturale
- Lev Pisarjevskii- fizician si chimist ucrainean, academician
- Ștefan Mașnic (1953- 2016) - fizician american, specialist în fizica nucleului, cercetător la Laboratorul Național al Statelor Unite din Los Alamos(Los Alamos National Laboratory)
- Mamalui - dinastie de fizicieni ucraineni (Harkov și Donețk), originari din Moldova
- Cleopatra Mociuțchi-Tomozei- fizician relativist român, originară din Cotiujenii Mari, Șoldănești
- Valentin Andrei Smântână, fizician-experimentator, profesor, șef de catedră, rector al Universității din Odesa.
- Fiodor Șvedov- fizician ucrainean și rus, întemeietorul reologiei, profesor și rector al Universității Novorossiisk din Odesa (originar din Chilia).
- Cornel Șochichiu- fizician relativist, cercetător la Center for Quantum Spacetime Sogang University, Seoul, Coreea de Sud
- Cazimir Teodorcic  (Kazimir Teodorchik)(1891-1968) - profesor universitar de fizica oscilațiilor neliniare, șef de catedră la Universitatea din Moscova, a absolvit gimnaziul N.2 din Chișinău în anul 1911.
- Ivan Vakarciuk (Ivan Alexandru Vakarchuk)- profesor ucrainean, specialist în fizica temperaturilor joase, rector al Universității din Lvov.
- Serghei Varzar- fizician rus, originar din Basarabia (s. Mereni).
- Constantin Gudima (1942-2018) - a fost unul dintre cei mai performanți fizicieni de la Institutul de fizică Aplicată al Academiei de Științe din Republica Moldova, doctor în fizică și matematică, specialist în fizică nucleara